# Konkanská železnice

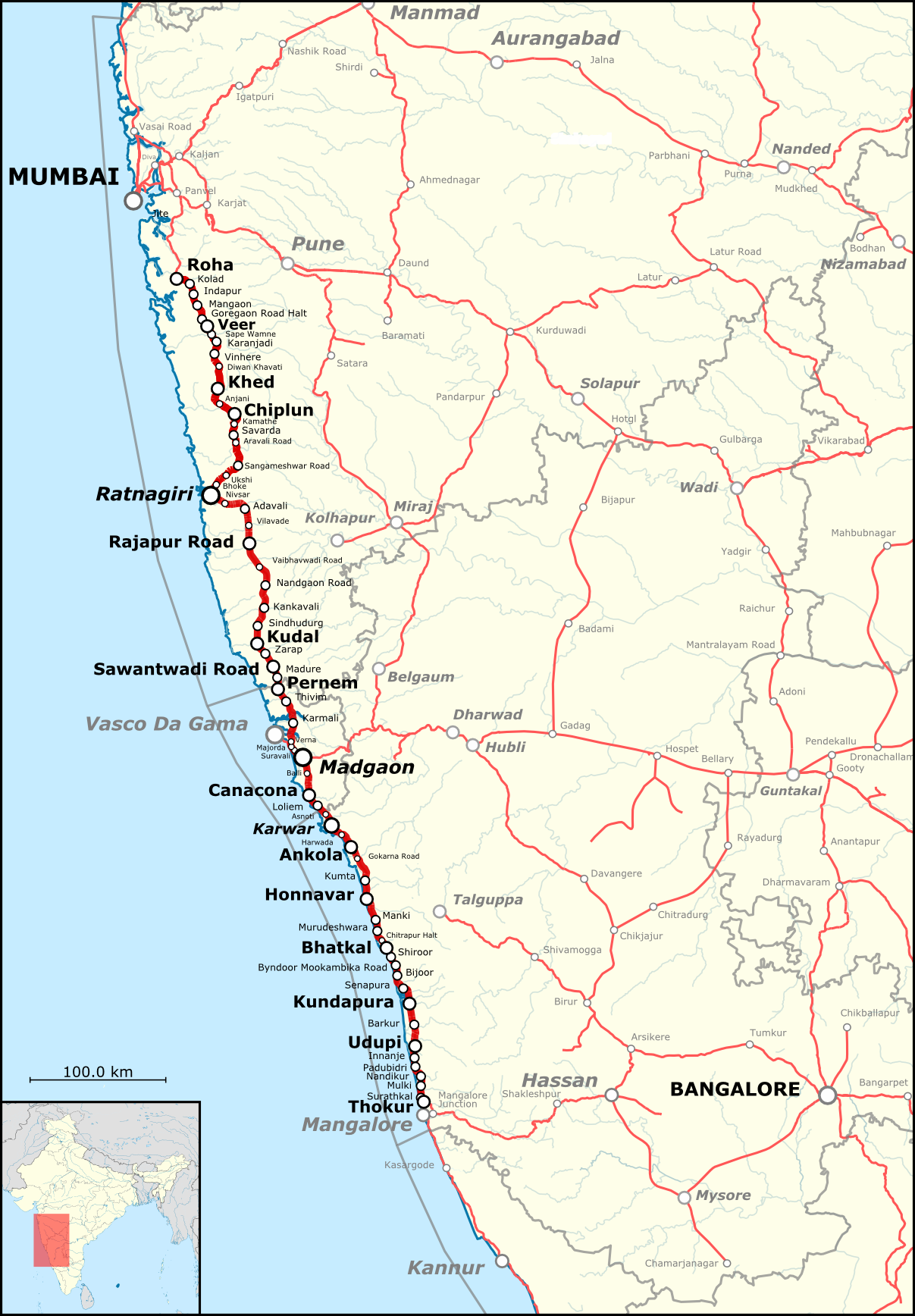
Schéma trati.

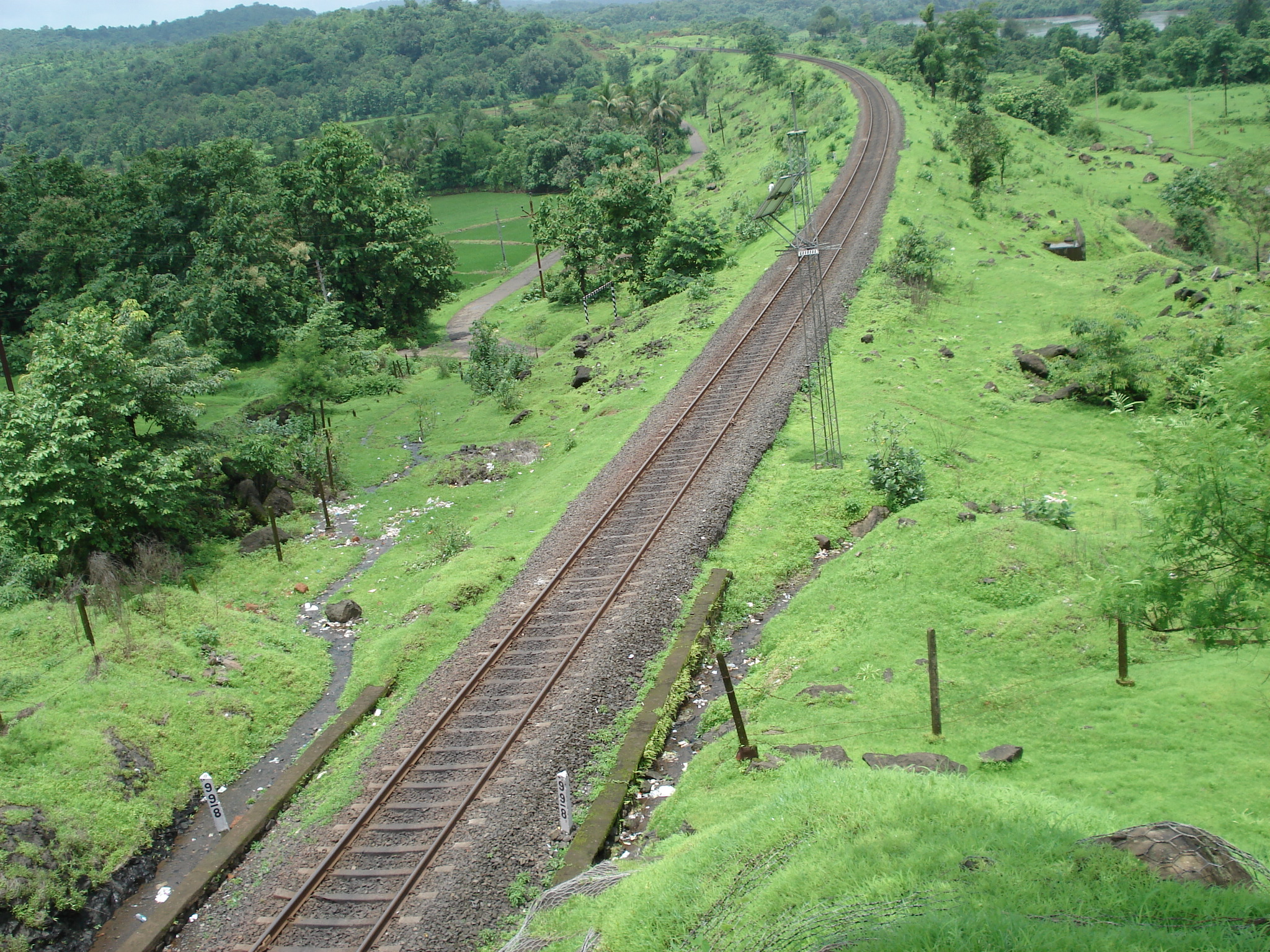
Pohled na trať.

Konkanská železnice (anglicky Konkan Railway, zkr. KR) je železniční trať v Indii mezi městy Roha jižně od Bombaje (Mumbai) a Thokur severně od Mangalore. Trať o celkové délce 756,25 km spojuje státy Maharáštra (361 km trati), Goa (156 km) a Karnataka (239 km). Je v provozu od 26. ledna 1998. Trať je jednokolejná a neelektrifikovaná. Trať provozuje železniční společnost stejného názvu.
Trať byla původně budována pro vlaky s vyšší cestovní rychlostí, než je tomu v případě indického standardu. Přesto jsou na ní pravidelně nasazovány vlaky s maximální rychlostí 110 km/h. Je využívána pro osobní i nákladní dopravu. Nachází se na ní celkem 56 stanic.
Pro potřeby nákladní dopravy jsou vlaky převáženy i nákladní automobily systémem RoRo, který se podobá česko-německému RoLa.

## Trasa
Trať není vedena po pobřeží Arabského moře, nýbrž prochází členitou krajinou podhůří a pohoří Západní Ghát. Budována byla především v údolích řady řek, které byly spojeny tunely a mosty. Nadmořská výška trati se pohybuje okolo dvaceti pěti metrů.
Trať zahrnuje 2116 mostů a 92 tunelů, do roku 2010 na této trati stál i nejvyšší most v Indii – Viadukt Panvalnadi. Nejdelší most na trati vede přes řeku Šaravátí a je dlouhý 2,06 km. Je oblíbená mezi zahraničními návštěvníky díky unikátním výhledům panenské krajiny, mostům a viaduktům s výhledy – např. na vodopád Dudhsagar Waterfall.

## Historie
Důvodem pro realizaci této trati byla potřeba rozvoje odlehlého regionu a zajištění dopravy do řady měst, která jsou stranou hlavních dopravních tahů. Jako jedna z mála železničních tratí nebyla budována během britské koloniální správy, neboť pro Brity byl terén příliš náročný, výstavba by byla velice drahá a v oblasti bylo možné zajistit efektivní dopravu zboží i osob lodí. Pro výstavbu železnice byla zřízena třemi indickými státy a centrální vládou nová společnost, která ji měla provozovat.
Průzkumné práce a rozhodnutí o výstavbě padly v 70. letech 20. století. O prosazení nápadu na výstavbu trati se zasloužil do jisté míry tehdejší ministr George Fernandes. Realizace trati byla náročná nejen po technické stránce, ale i po stránce administrativní. Pro novou stavbu bylo nezbytné vykoupit pozemky od 43 tisíc soukromých vlastníků.
Kromě náročného terénu se stavební dělníci museli potýkat i s řadou nepříznivých vlivů. Staveniště ohrožovaly bleskové povodně, sesuvy půdy, některé z tunelů se při stavbě zřítily. Trať byla mnohdy vedena hustě zalesněnými oblastmi, kde pro dělníky i stavební stroje představovala riziko divoká zvířata.
Stavební práce byly dokončeny v první polovině 90. let 20. století Stavba byla dávána do provozu po jednotlivých úsecích ze severu i z jihu. V roce 1993 tak byl zahájen provoz na severním i jižním okraji trati, na každé straně na 40 kilometrech. Dalších 51 km trati bylo dáno do užívání v březnu 1995 a 272 km trati v srpnu 1997. Pro zprovoznění trati ze státu Goa do Bombaje však bylo nezbytné dokončit stavbu tunelu Pernem, který ale postihovaly neustálé průsaky vody a závaly. Stavební práce byly dokončeny až v lednu 1998, a poté byla zprovozněna celá trať.
Po zbudování trati byla řada původních vlaků přesměrována na novou trať, nebo byly jejich trasy upraveny/zkráceny tak, aby tuto trať mohly využít.
V souvislosti s otevřením trati se také podařilo napojit železnici ve státu Goa na indickou síť. Koleje, které byly zbudovány během existence portugalské koloniální správy, byly přerozchodovány na indický rozchod kolejí 1676 mm.
Na počátku 21. století bylo zvažováno zkapacitnění trati. Byly zahájeny práce na její elektrifikaci, která by měla být dokončena v roce 2023. Zhruba na polovině stavby je možné dobudovat druhou kolej (na úsecích, které jsou vedené v rovinatém terénu).